# Aeroporto Internacional de Richmond
O Aeroporto Internacional de Richmond (IATA: RIC, ICAO: KRIC) é um aeroporto internacional localizado na cidade de Sandston e que serve principalmente à cidade de Richmond, capital do estado da Virgínia, nos Estados Unidos.